# サオリリス
サオリリス（1984年10月18日 - ）は、日本の元DJ。女性。鳥取県米子市出身。鳥取県ふるさと大使。京都精華大学非常勤講師。ミスiD2016ファイナリスト。

## 人物・来歴
高校卒業後、広島で一人暮らしを始める。一旦は写真屋に就職するも、一年くらいで仕事を辞め広島から大阪へ移る。
2007年から2015年3月まで、「元祖コスプレアニソンDJ」を自称し、アニソンクラブ業界で大阪を中心に活動。2013年10月、かつての所属事務所「Ali Entertainment」から離れフリーランス となったことを期に東京に活動拠点を移す。2016年4月29日に第一子の女の子を出産。なし崩し的に夫である通称ゲゲが婚姻届を出し5月23日に結婚。
galaxxxy、『カジカジ』（交通タイムス）といったファッション誌面のモデルなども多数務めた。サブカルやアイドルなどへの造詣も深い。

## エピソード
- 血液型はO型
- 趣味は漫画、アニメ、歴史、仏教、サバイバルゲーム。特技はDJ、歌うこと、トーク、ダンス。
- お決まりの挨拶は『リリーッス☆あなたのポケットモンスター・サオリリスです！』
- 初めてしたコスプレは、『新世紀エヴァンゲリオン』の綾波レイ。
- 好きな食べ物はお寿司と納豆と餃子、チョコレート。
- 自称“永遠の32歳（女の厄年）、通称“ロリコンホイホイ”。
- 向（天津・天津飯大郎）チルドレン・6thチルドレン

## 交友
- 株式会社ekoms代表サクライケンタとは素人時代から友人。いずこねこの作詞をしたこともある。
- アパレルブランドTHE TESTの佐藤立志とコラボアイテムをリリース&ニコ生番組を制作。
- でんぱ組.incの夢眠ねむとはメジャーデビュー前にDJねむきゅんとして共演。
- 8ottoのTORA、ASIAN KUNG-FU GENERATIONの後藤正文、大阪南堀江のFLAKE RECORDSや元職場のdigmeout ART & DINER等幅広い交流がある。
- 日本のイラストレーター、中村佑介と家族ぐるみで仲が良い。
- Little Nonのボーカル･NOZOMIXと大の仲良しであり、アニソンDJ仲間でもある。
- 虫食い芸人の佐々木孫悟空と交流があり、"リリカル"で虫食いイベントを過去に開催し、揚げたクマゼミを食べるなど、虫食いDJとしても活動している。
- 2010年（平成22年）10月18日に、大阪心斎橋BIGCATで行われた自身の誕生日イベント『俺、誕生！』では、上記の2人に加え、歌手の桃井はるこ、声優の堀川りょうなどゲストが多数出演した。

## 活動
- 2008年(平成20年)  12月、GAINAXスタジオカラーのオフィシャルブランド＆サイト『ラジオエヴァ』にてパーソナリティ・イメージガールを務める。
- 2009年(平成21年)  6月、「エヴァンゲリオン新劇場版・破」公開記念イベント『新歌舞伎町宣言』にて司会進行を務める。
- 2010年（平成22年）4月から大阪の東心斎橋でMagicalSpace"リリカルというバーのオーナーをしていた。
- 『全国47都道府県萌えおこしツアー』と題して日本全国各地でアニソンDJイベント活動。(29箇所終了)
- 2010年（平成22年）3月、ニコニコ動画(公式ニコニコ生放送)で無料配信された、一ヶ月間に渡って東京都内(上野区)の一室にて軟禁生活しながらネットゲームするという内容の伝説の番組、『サオ生ちゃんねる』は最高視聴者数万人を越えるほどであった。その最終回直後、自身の(旧)ブログが炎上。
- 2010年（平成22年）7月28日に発売されたメジャーデビューMIXCD『初音ミク -Project DIVA- 2nd NONSTOP MIX COLLECTION』はオリコンアルバムチャート初登場11位を記録した。
- 2011年（平成23年）4月27日に歌手としてのメジャーデビューミニアルバム『サオリリス 歌ってみた 初音ミク』発売、5月6日からCS放送で始まったMUSIC ON! TV『ネトステ-音人STATION-』のMC、7月8日に大阪心斎橋アメリカ村AtlantiQsにて行われた初のワンマンライブイベント・1stONEMANDJGIGS『サオリリス ONEMAN やってみた』が無事終了。7月29日にはアメリカ・ボルチモアで開催されたアニメフェスOTAKON（オタク・コンベンション）”にDJ出演。8月27日、東京都・味の素スタジアムで行われたa-nation、a-park STAGEにDJ出演した。
- 2012年（平成24年）リリカルDJ部が始動。8月11日滋賀・豊郷小学校旧校舎群内講堂で開催「聖地巡礼!! ～夏休み登校編～」出演。以降毎年出演。『とっとりまんがドリームワールドステージライブ』。第60回法政大学・小金井祭。
- 2013年（平成25年）2月20日にとっとりふるさと大使に任命される。また、鳥取県のゆるキャラであるトリピーのコスプレで出席し鳥取県知事のハートをつかむ。9月に所属事務所を辞め、同時にMagicalSpaceリリカルのオーナー権利も常渡。10月東京へ。
- 2014年（平成26年）しばらく渋谷区にあるダイニングバーしぶや花魁 SHIBUYA OIRAN でバイト。株式会社からくさ傘下アパレルブランドTHE TESTの佐藤立志と企画したプライベートニコ生番組しゃれおつカンケイ開始。
- 2015年（平成27年）3月に地元、米子市でDJ活動を終了。
- 9月突如ミスiDへ応募していたことを公表。選考期間中に自らが喪主となった「#サオリリス葬式」生前葬を開催。ミスiD2016ファイナリストに選ばれる。
- 12月京都精華大学にて『クリエイティブキャリア基礎演習・実践演習』通称『ひでつうゼミ』の講師を務める[5]。
- 2016年（平成28年）「どこでもミルクプロジェクト」を開始。

## ディスコグラフィー

### 参加作品
| 発売日         | タイトル                            | 収録曲 | 備考                                                                |
| -------------- | ----------------------------------- | --- | ------------------------------------------------------------------- |
| 2014年10月28日 | Don't Touch Me                      | 1. Don't Touch Me feat. Saolilith (Original Mix) 2. Don't Touch Me feat. Saolilith (Multi Touch Mix) 3. UNDERLINE 4. Tokyo Techno Drive (electrounin Remix) | デジタル・シングル                                                  |
| 2014年7月2日   | 地獄                                | 1. HELクライムのテーマ 2. 地獄病棟24時 feat.ナマコプリ 3. HELParty 4. ライスとチューニング feat.BELLRING少女ハート (懺悔MIX) 5. 墓場ディスコ 6. マリア 7. 三途の川渡り隊 feat.サオリリス 8. 666 9. 地獄病棟24時 feat.ナマコプリ (DJ JET BARON aka 高野政所 FUNKOT REMIX) 10. HELクライムのテーマ (TOMOTH DELI HEL REMIX) | SMD itaku (music)                                                   |
| 2014年         | SAOLILITH 2 FILTER KYODAI -CONNECT- | #４曲 | M-AUDIO Trigger Finger Pro ハイレゾ・フォーマットで期間限定無料配信 |

### アルバム
- 『サオリリス 歌ってみた 初音ミク』（ソニー・ミュージックダイレクト、2011年4月27日初回盤発売） - 歌手、MIX

1. ぽっぴっぽー（作詞・作曲：ラマーズP）
2. マトリョシカ（作詞・作曲：ハチ）
3. カラフル×メロディ（作詞：minato / 作曲：doriko）
4. 初音ミクの消失-DEAD END-（作詞・作曲：cosMo@暴走P）
5. 恋色病棟（作詞・作曲：OSTER project）
6. 愛言葉（8# Prince Bitter Remix）（作詞・作曲：DECO*27）
7. 〔Bonus Track〕サオリリス 歌ってみた 初音ミク-NonStopMix（本人MIX）

- 『初音ミク -Project DIVA- 2nd NONSTOP MIX COLLECTION』（ソニー・ミュージックダイレクト、2010年7月28日発売） - MIX

## 出演

### テレビ
- MUSIC ON! TV『ネトステ-音人STATION-』

毎月第１金曜 23:00 ～ 23:30、リピート放送 毎週火曜 25:00 ～ 25:30
（CSスカパー!、2011年5月 - 9月） - MC
- ドリームクリエイター（テレビ東京、2011年5月8日放送分） - ライブVTR、インタビュー出演
- アニメ・ナビu（サンテレビ、2010年10月2日放送分）
- 激震!鳥取県新春から辛口トーク（中海テレビ放送(2014年元旦)
- 超流派APPEND（テレビ東京2014年5月31日放送）せりかまちょ DJデビューへの道

サオリリスから学べ コスプレ美人アニソンDJ

### ラジオ
- V-STATION FRIDAY NIGHT 『サオリリスのリリカルちゃんぷる』（OBCラジオ大阪、2010年9月 - 2011年4月29日最終回生放送終了） - メインパーソナリティ
- Julie Watai HARDWARE GIRLS RADIO(2014年3月23日)

### ウェブ
- サオ生ちゃんねる（公式ニコニコ生放送、2010年3月）
- サオリリスのリリカルちゃんぷる公式動画（ニコニコ動画、ニコニコラジオ大阪チャンネル）
- 【サオリリス】初音ミクの消失【歌ってみた】（ニコニコ動画、2011年5月29日投稿）
- 【サオリリス】ぽっぴっぽーを歌って踊ってみた【リリーッス☆】（ニコニコ動画、2011年2月本人投稿）
- TENGA VOICEヴィーナス・カワムラユキとのWEB対談
- ポッドキャスト「BUBBLE-B・m1dyのこれ、食えますか？」第97回 (2013年11月５日）
- THE TEST presentsサオリリスのしゃれおつカンケイ（2014年1月7日〜2014年5月1日ニコニコ非公式コミュニティ生放送）
- 【COWCOW出演】発想が斜め上すぎるプレゼン大会by au スマートパス(2014年4月22日 公式ニコニコ生放送)
- WOmB presentsサオリリスのしゃれおつカンケイシーズン２（2014年9月10日〜2014年12月23日 2.5Dと連動して不定期生放送）
- Yun*chiのオールナイトニッポン動画＊「アニ＊ゆん〜anime song cove〜」リリーススペシャル＊スナックYun*chi(2015年４月14日ゲスト出演 公式ニコニコ生放送)

### CM
- 『サオリリス 歌ってみた 初音ミク』CD発売TVCM（2011年4月）
- 株式会社ルクスブルーム 不動産CM（カンキョータクシー内TV、2011年5月）

## 雑誌
- 声優雑誌「VOICHA！｣ 『サオリリスのアニソンパワープッシュ!!!』（シンコーミュージック・エンタテイメント、2011年7月7日第14号発売 - ） - コラム連載中
- アニメ音楽雑誌｢リスアニ!｣Vol.05『NOZOMIX DJ☆ REPORT』SPECIAL☆（ソニー・マガジンズ、2011年4月25日発売分） - インタビュー掲載
- 月刊エヴァ（辰巳出版、2009・2010年）  - モデル
- アニソンMATE 2010年7月号（バウンディ、2010年） - コスプレグラビア

## 書籍
- ヲ乙女図鑑 (THE WOTOME BOOK 1) （壽屋、2010年10月5日初版発行）

## その他
- CDアルバム「Love SQ」（スクウェア・エニックス、2009年） - ジャケットモデル
- ブランド「ラヂヲエヴァ」(2009年) - イメージガール、モデル